# Anna Galiena
Anna Galiena (Roma, 22 dicembre 1949) è un'attrice italiana.

## Biografia
Anna Galiena nasce a Roma nel 1949, confermato da lei stessa, durante la puntata del programma Verissimo dell'11 gennaio 2025. Per diversi anni lei e la sua famiglia avevano dichiarato come anno di nascita il 1954.
Di famiglia della borghesia medio/alta, si appassiona alla recitazione sin da piccola: a quattro anni interpreta il ruolo di Maria nella recita parrocchiale, continuando a calcare il palco e studiando danza al Teatro dell'Opera di Roma. A dodici anni il padre le vieta di continuare a recitare fino a quando Anna, a 19 anni, abbandonati dopo un anno gli studi universitari, lascia la famiglia per unirsi a un gruppo di amici bohémien trasferendosi con loro in Ciociaria. Nel 1976 lascia l'Italia per recarsi a Toronto dove viene ingaggiata come conduttrice in uno spettacolo televisivo per la comunità italo-canadese.
Nella seconda metà degli anni settanta va a studiare recitazione a New York, dove nel 1978 debutta come Giulietta nella tragedia Romeo e Giulietta. Nel 1980 recita ne Il gabbiano di Čechov nella parte di Nina ed entra all'Actors Studio di Elia Kazan. Nel 1983 torna in Italia e due anni dopo fa parte del cast del film Sotto il vestito niente di Carlo Vanzina. Nel 1984 interpreta Natasha in Tre sorelle di Čechov. Continua a recitare sia in teatro che nel cinema in pellicole italiane ma anche spagnole, francesi e statunitensi. Nel 1987 recita a fianco di Lou Castel in Rorret, film d'esordio di Fulvio Wetzl. Nel 1989 è al fianco di Francesco Nuti nel film di quest'ultimo Willy Signori e vengo da lontano, nel ruolo della fidanzata del protagonista. Nel 1990 interpreta Mathilde in Il marito della parrucchiera, il suo primo successo cinematografico, che la rende popolare.
Durante gli anni novanta recita sia con registi italiani (Il grande cocomero di Francesca Archibugi, Senza pelle di Alessandro D'Alatri, La scuola di Daniele Luchetti e Come te nessuno mai di Gabriele Muccino) che con registi stranieri (Giorni felici a Clichy di Claude Chabrol, Prosciutto prosciutto di Bigas Luna, Tre vite e una sola morte di Raúl Ruiz). Nel 1994 è ospite nel programma Eppur si muove su Raitre, in cui dibatte con il giornalista Indro Montanelli e il professore Beniamino Placido sul tema: Noi italiani siamo mammisti o maschilisti?. Nel 2002 è protagonista del film di Tinto Brass Senso '45. Nel 2003 fa parte della giuria del Festival di Berlino. Nel 2011 recita ne Il console italiano di Antonio Falduto; nel 2012 in Sleeping Around di Marco Carniti e nel 2013 in Stai lontana da me di Alessio Maria Federici. È apparsa in più di cinquanta film. Numerose sono state anche le sue partecipazioni in fiction televisive italiane e straniere. Nel 2017 partecipa al talent show Ballando con le stelle. 
Recita nella commedia Croce e delizia, con Alessandro Gassmann, Jasmine Trinca, Fabrizio Bentivoglio e Filippo Scicchitano, diretta da Simone Godano, presentata nel 2019.

## Vita privata
Si è sposata due volte: la prima con uno scrittore americano di nome John e la seconda con il produttore cinematografico francese Philippe Langlet. Entrambi i matrimoni si sono conclusi col divorzio.

## Filmografia

### Cinema
- Sotto il vestito niente, regia di Carlo Vanzina (1985)
- La vita di scorta, regia di Piero Vida (1986)
- Italian Fast Food, regia di Lodovico Gasparini (1986)
- Puro cashmere, regia di Biagio Proietti (1986)
- Hotel Colonial, regia di Cinzia TH Torrini (1987)
- Mosca addio, regia di Mauro Bolognini (1987)
- Caramelle da uno sconosciuto, regia di Franco Ferrini (1987)
- L'estate sta finendo, regia di Bruno Cortini (1987)
- Laggiù nella giungla, regia di Stefano Reali (1988)
- Rorret, regia di Fulvio Wetzl (1988)
- La travestie, regia di Yves Boisset (1988)
- Willy Signori e vengo da lontano, regia di Francesco Nuti (1990)
- Giorni felici a Clichy (Jours tranquilles à Clichy) regia di Claude Chabrol (1990)
- Il marito della parrucchiera (Le Mari de la Coiffeuse) regia di Patrice Leconte (1990)
- La vedova del capitano Estrada (La viuda del capitán Estrada), regia di José Luis Cuerda (1991)
- Prosciutto prosciutto, (Jamón, jamón) regia di Bigas Luna (1992)
- Vieille canaille, regia di Gerard Jourd'Hui (1992)
- L'Atlantide, regia di Bob Swaim (1992)
- Il grande cocomero, regia di Francesca Archibugi (1993)
- L'Écrivain public, regia di Jean-François Amiguet (1993)
- Senza pelle, regia di Alessandro D'Alatri (1994)
- Le cinque vite di Hector (Being Human), regia di Bill Forsyth (1994)
- Mario e il mago (Mario und der Zauberer), regia di Klaus Maria Brandauer (1994)
- La scuola, regia di Daniele Luchetti (1995)
- Una coppia distratta, regia di Sandra Monteleoni (1995)
- Celluloide, regia di Carlo Lizzani (1996)
- Profumo d'Africa (Les caprices d'un fleuve), regia di Bernard Giraudeau (1996)
- Tre vite e una sola morte (Trois vies & une seule mort), regia di Raúl Ruiz (1996)
- The Leading Man, regia di John Duigan (1996)
- 3, regia di Christian De Sica (1996)
- Cuestión de suerte (Question of luck) (1996)
- Cervellini fritti impanati, regia di Maurizio Zaccaro (1996)
- La pistola de mi hermano, regia di Ray Loriga (1997)
- Préférence, regia di Grégoire Delacourt (1998)
- Come te nessuno mai, regia di Gabriele Muccino (1999)
- The Venice Project, regia di Robert Dornhelm (1999)
- Amor nello specchio, regia di Salvatore Maira (1999)
- I giudici (Excellent Cadavers), regia di Ricky Tognazzi (2000)
- Bibo per sempre, regia di Enrico Coletti (2000)
- Off Key, regia di Manuel Gómez Pereira (2001)
- Senso '45, regia di Tinto Brass (2002)
- Vivancos 3, regia di Albert Saguer (2002)
- Oltre il confine, regia di Rolando Colla (2002)
- Lilly's Story, regia di Robert Manthoulis (2002)
- Le valigie di Tulse Luper - La storia di Moab (The Tulse Luper Suitcases, Part 1: The Moab Story), regia di Peter Greenaway (2003)
- Maria sì, regia di Piero Livi (2004)
- The Tulse Luper Suitcases, Part 2: Vaux to the Sea (2004)
- The Tulse Luper Suitcases, Part 3: From Sark to the Finish (2004)
- Guardiani delle nuvole, regia di Luciano Odorisio (2004)
- Les Parrains, regia di Frédéric Forestier (2005)
- Amore e libertà - Masaniello, regia di Angelo Antonucci (2006)
- Fade to Black, regia di Oliver Parker (2006)
- Un amore su misura, regia di Renato Pozzetto (2007)
- Lezioni di volo, regia di Francesca Archibugi (2007)
- Guido che sfidò le Brigate Rosse, regia di Giuseppe Ferrara (2007)
- Scrivilo sui muri, regia di Giancarlo Scarchilli (2007)
- Decameron Pie, (Virgin Territory), regia di David Leland (2007)
- Sleeping Around, regia di Marco Carniti (2008)
- La donna di nessuno (Sans état d'âme), regia di Vincenzo Marano (2008)
- Mai stata meglio (Mejor que nunca), regia di Dolores Payás (2008)
- Il console italiano, regia di Antonio Falduto (2011)
- Stai lontana da me, regia di Alessio Maria Federici (2013)
- Un'estate in Provenza (Avis de mistral), regia di Rose Bosch (2014)
- Nessuno si salva da solo, regia di Sergio Castellitto (2015)
- La pazza gioia, regia di Paolo Virzì (2016)
- Croce e delizia, regia di Simone Godano (2019)
- Nonostante la nebbia, regia di Goran Paskaljević (2019)
- Sposa in rosso, regia di Gianni Costantino (2022)
- Improvvisamente Natale, regia di Francesco Patierno (2022)
- Felicità, regia di Micaela Ramazzotti (2023)
- Giorni felici, regia di Simone Petralia (2023)
- Succede anche nelle migliori famiglie, regia di Alessandro Siani (2024)

### Televisione
- ...e la vita continua, regia di Dino Risi – film TV (1984)
- Aeroporto internazionale – serie TV (1985)
- Una donna a Venezia – miniserie TV (1986)
- L'Argent – film TV (1988)
- The Nightmare Years – miniserie TV (1989)
- Les grandes familles – miniserie TV (1989)
- Eppur si muove – programma TV (1994)
- Vite a termine, regia di Giovanni Soldati – film TV (1995)
- Les femmes et les enfants d'abord – film TV (1995)
- Mosè, regia di Roger Young – miniserie TV (1995)
- Le coup du sort – film TV (1997)
- Doppio segreto – miniserie TV (1998)
- I giudici – Excellent Cadavers – miniserie TV (1999)
- Vino santo – film TV (2000)
- La crociera, regia di Enrico Oldoini – miniserie TV (2001)
- La cittadella, regia di Fabrizio Costa – miniserie TV (2003)
- Le président Ferrare – serie TV, 3 episodi (2004-2006)
- Il veterinario, regia di José María Sánchez – miniserie TV (2005)
- La Tête haute, regia di Emmanuelle Bercot – film TV (2005)
- Senza via d'uscita – Un amore spezzato – film TV (2007)
- Capri – serie TV, 13 episodi (2008)
- Un amore di strega, regia di Angelo Longoni – film TV (2009)
- Il falco e la colomba, regia di Giorgio Serafini – miniserie TV (2009)
- Un ciclone in crociera (Weihnachten unter Palmen) – film TV (2010)
- Casa e bottega, regia di Luca Ribuoli – film TV (2013)
- Non è stato mio figlio – serie TV (2016)
- Il bello delle donne... alcuni anni dopo – serie TV, 8 episodi (2016)
- Romanzo famigliare – serie TV, 6 episodi (2018)
- Emily in Paris – serie TV (2024)

### Cortometraggi
- Obilazak (2002)

## Riconoscimenti
- David di Donatello
  - 1995 – Candidatura alla migliore attrice per Senza pelle
  - 2000 – Candidatura alla migliore attrice non protagonista per Come te nessuno mai

- Nastro d'argento
  - 1995 – Candidatura alla migliore attrice per Senza pelle
  - 1996 – Candidatura alla migliore attrice per La scuola

- Ciak d'oro
  - 1993 – Candidatura alla migliore attrice non protagonista per Il grande cocomero

- Globo d'oro
  - 1994 – Migliore attrice per Senza pelle

- Grolla d'oro
  - 1994 – Miglior attrice per Senza pelle